# Au (Brisgovia)
Au es un municipio a 5 kilómetros al sur de Friburgo en el distrito de Brisgovia-Alta Selva Negra en el suroeste de Baden-Wurtemberg, Alemania. Forma parte de la mancomunidad municipal Hexental.
A 31 de diciembre de 2015 tiene 1402 habitantes.

## Ubicación
Está ubicado en el norte del Valle de Brujas (o Valle de Setos, en alemán: Hexental) entre el Monte Hermoso (Schönberg) al oeste y la Selva Negra al este.